# Ophelia alata
Ophelia alata là một loài thực vật có hoa trong họ Long đởm. Loài này được (D. Don) Griseb. mô tả khoa học đầu tiên năm 1839.